# دارة التكامل
دارة التكامل في الإلكترونيات هي دارة تكون إشارة خرجها تكامل من إشارة دخلها. لذا فإن أي دارة تحقق إشارة خرجها العلاقة التالية فهي دارة تكامل:
{\displaystyle V_{s}=k\int _{a}^{b}V_{e}dt}
حيث
- k ثابت
- Ve هو الجهد الداخل
- Vs هو الجهد الخارج

بالطبع، يمكن استبدال الجهد بالتيار أو بكميات أخرى.
يتم دمج إشارة مستطيلة من خلال دارة تكامل في إشارة مثلثة.

## مرشحات التكامل
بشكل عام، تكون دارة تكامل في نطاق تردد معين فقط. جميع المرشحات التي لها سلوك تكامل عبر نطاق المرور الذي يميزها سيطلق عليها مرشحات التكامل.

### مرشحات التكامل النشط

دارة تكامل زائفة مع مضخم عملياتي.

تتكون بشكل أساسي من مضخم عملياتي وغالبًا ما يشار إلى المرشحات التكامل النشط على أنها تكامل زائف بسبب حدود قوتها التكاملية. إذا اعتبرنا أن المضخم عكس ذلك، فلدينا في الوضع الخطي:
{\displaystyle V_{-}\approx V_{+}}
ولدينا، مع الأخذ في الاعتبار أن مقاومة الإدخال للمضخم لانهائية (إذا كان مكبر المضخم يعتبر مثاليًا):
{\displaystyle -{\frac {R_{2}}{R_{1}}}\,V_{in}=R_{2}C\,{\frac {dV_{out}}{dt}}+V_{out}}
اختيار مناسب لقيم {\displaystyle R_{2}} و{\displaystyle C} يسمح بإهمال المصطلح الثاني من الجانب الأيمن. ثم نحصل على:
{\displaystyle -{\frac {R_{2}}{R_{1}}}\,V_{in}=R_{2}C\,{\frac {dV_{out}}{dt}}}
التي تؤدي إلى:
{\displaystyle V_{out}=-{\frac {1}{R_{1}C}}\int \,V_{in}\,dt}